# USS LST-834
O USS LST-834 foi um navio de guerra norte-americano da classe LST que operou durante a Segunda Guerra Mundial.